# ГЕС Финмань
ГЕС Финмань (кит.: 丰满水电站) — гідроелектростанція на північному сході Китаю у провінції Цзілінь. Знаходячись після ГЕС Hóngshí, входить до складу каскаду на річці Сунгарі (велика права притока Амуру).
Будівництво станції почалось ще під час японської окупації, в 1937 році. Річку перекрили бетонною гравітаційною греблею висотою 92 метра, довжиною 1080 метрів та шириною від 9 (по гребеню) до 61 (основі) метрів. Ця споруда потребувала 1,94 млн м3 матеріалу та утворила велике водосховище з об’ємом майже 11 млрд м3 («мертвий» об’єм 2,8 млрд м3). До поразки Японії у війні тут встигли ввести в експлуатацію чотири турбіни потужністю по 65 МВт, ще дві знаходились на етапі монтажу, а частини двох останніх були доставлені на майданчик. У підсумку до СРСР вивезли більшу частину основного обладнання (використане для розташованої в Азербайджані Мінгячевірської ГЕС), залишивши лише два робочі гідроагрегати та ротор ще однієї турбіни.
В 1951-1960 роках (тобто після перемоги комуністів у китайській громадянській війні) станцію добудували за первісним проектом, додатково запустивши п’ять турбін потужністю по 72,5 МВт (постачені з СРСР) та одну з показником 60 МВт (виготовлена в Харбіні з використанням наявного ротора німецького виробництва). У 1992-му стала до ладу друга черга із двох турбін потужністю по 85 МВт (виводи під неї були закладені ще у первісному японському проекті), а в 1998-му ввели в експлуатацію третю чергу із двох турбін потужністю по 140 МВт.
У 2013 році розпочали масштабний проект модернізації станції. Зокрема, за 120 метрів нижче від старої звели нову греблю із ущільненого котком бетону висотою 95 метрів та довжиною 1068 метрів. Вона утримуватиме водосховище з об’ємом 10,4 млрд м3 та припустимим коливанням рівня поверхні у операційному режимі між позначками 242 та 263,5 метра НРМ (під час повені до 268,5 метра НРМ). Стару греблю в основному демонтували, проте на лівому та правому березі залишили ділянки довжиною 90 та 306 метрів відповідно (як об'єкти історичної спадщини).
У липні 2019-го стала до ладу перша із шести турбін типу Френсіс потужністю 200 МВт, а завершити монтаж останнього гідроагрегату планують наступного року. Крім того, продовжуватиме роботу третя черга старої станції. За рік комплекс повинен забезпечувати виробництво 1,7 млрд кВт-год електроенергії.